# Manon Lescaut (film, 1918)
Pour les articles homonymes, voir Manon Lescaut (homonymie).
Pour plus de détails, voir Fiche technique et Distribution.
Manon Lescaut est un film italien réalisé par Mario Gargiulo (it), sorti en 1918.
Ce film muet en noir et blanc est l'adaptation cinématographique d'un roman-mémoires d'Antoine François Prévost, dit l'abbé Prévost, intitulé Histoire du chevalier Des Grieux et de Manon Lescaut, et paru en 1731.

## Fiche technique
- Titre original : Manon Lescaut
- Réalisation : Mario Gargiulo (it)
- Scénario : Mario Gargiulo, d'après un roman de l'abbé Prévost
- Directeur de la photographie : Alfredo Lenci (en) & Enzo Riccioni
- Société de production : Flegrea Film
- Société de distribution : Flegrea Film
- Pays d'origine :  Royaume d'Italie
- Langue : italien
- Format : Noir et blanc – 1,33:1 – 35 mm – Muet
- Genre : drame historique
- Longueur de pellicule : 1 337 m
- Année : 1918
- Dates de sortie :
  -  Royaume d'Italie : juin 1918

## Distribution
- Tina Xeo (it) : Manon Lescaut
- Giuseppe Giuffride : Des Grieux
- Raffaello Mariani